# Tamoxifen
Tamoxifen (pod obchodním názvem např. Nolvadex) je syntetický nesteroidní antiestrogenní lék, který se váže na cytosolické nebo jaderné estrogenové receptory v estrogenně aktivních orgánech. K takovým orgánům patří vaječník, děloha i prostata. V těchto tkáních blokuje tamoxifen účinky estrogenu na genovou expresi. Používá se jako lék proti rakovině prsu – v nádorech tvořících estrogenní receptor dochází k reakci u 50-70 % případů; dále se nasazuje u případů rakoviny endometria, prostaty, či ledvin.

## Farmakologie
Podává se orálně, zpravidla ve formě tamoxifen citrátu. V těle je metabolizován postupně na N-desmethyltamoxifen (který je stejně účinný), následně se oba uvolňují do žluči. Jedná se o antiestrogenní látku s příznaky na hormonální soustavu, jež je pod kontrolou estrogenu. U žen před menopauzou zvyšuje tamoxifen pravděpodobnost otěhotnění a k vedlejším účinkům patří vaginální výtoky či uvolňování mléka z prsů. Jiné vedlejší příznaky jsou obvykle poměrně mírné, vzácně dochází k myelosupresi. U třetiny pacientů se objevují příznaky typické pro menopauzu včetně návalů horka či nepravidelností v menstruačním cyklu. Může zvyšovat riziko vzniku rakoviny dělohy.